# Козлово (Малоярославецкий район)
Козлово— село в Малоярославецком муниципальном районе Калужской области. Входит в состав сельского поселения «Деревня Ерденево».

## География
Рядом Спас–Суходрев. Находится на берегу реки Суходрев.

## История
До второй половины XVIII века относилось к Суходровской волости.  
В 1782 году село Козлово Малоярославецкого уезда с пустошами Александра Абрамовича, Прасковьи Степановны,  Афанасия Матвеевича, Егора Матвеевича и Григория Матвеевича Ермолиных, Михаила Афанасьевича Камынина. Рядом с селом находился погост Рождественский,  в селе церковь деревянная Рождества Христова.  
В селе — братская могила. 

## Население
| 2002 | 2010 |
| ---- | ---- |
| 82   | ↘57  |